# Woordenboek der toonkunst
Het Wetenschappelijk en biographisch woordenboek der toonkunst is een muzieklexicon samengesteld door Eduard A. Melchior. 
In navolging van Henri Viotta en zijn driedelige Lexicon der Toonkunst uit de jaren tachtig van de 19e eeuw stelde de Rotterdamse muziekonderwijzer Melchior een nieuw overzichtsboekwerk samen. Het werd uitgegeven door de firma H.A.M. Roelants te Schiedam. Het boek geeft een overzicht van muziektheorie alsmede biografieën van musici, zowel schrijvend als uitvoerend. In 1889 werd geadverteerd met de mededeling dat men kon inschrijven op een tiendelige serie die de tien gulden niet te boven zou gaan. Op de grens van 1890 en 1891 verscheen het boekwerk van 788 bladzijden in post-octavotechniek onder aanbeveling van Frans Coenen, Jacques Hartog, Gustaaf Adolf Heinze, Alex W.A. Heyblom, Richard Hol en Daniël de Lange. Het bevatte toen een rubriek "Aanvullingen en correcties". De prijs van het boekwerk bedroeg 6 gulden, de gebonden editie 6.90 gulden. Het was de voorloper van Muzikaal Nederland 1850-1910 van de Zeeuw Johan Hendrik Letzer, eveneens muziekonderwijzer.
Eduard Abraham Melchior (Leerdam, 6 november 1861 – Rotterdam, 23 maart 1907) was een onderwijzer en dirigent van enkele koren in Rotterdam. Hij werd geboren binnen het gezin van boekhouder Adolph Melchior en Geertrui Jacoba de Bruijn. Hij huwde zelf in 1891 met Serina Catharina Anna Kluen. Van zijn hand is ook bekend een Feestlied voor koningin Wilhelmina der Nederlanden. Hij overleed op 45-jarige leeftijd in het Gesticht Eudokia (destijds een ziekenhuis voor chronisch zieken) na een ziektebed van bijna twee jaar. 